# Венчила
Венчила или царски венци-круне посебна су врста богослужбених предмата у облику круна које се стављају на главу младенцима током Свете Тајне венчања у цркви.

## Опште информације о брачним венцима
На простору Србије, Русије и у другим земаљама током током Свете Тајне венчања у православној цркви употребљавају се венчила израђена од различитог метала и богато украшавана. 
Од земље до земље кроз историју православља постојала је разлика како у облику  брачних венца, па и венчила, како по изгледу тако и по материјалу од кога су прављена. 
Тако је према писању руског богослов из 18. века. Теофан Прокопович, брачни венци изгледала овако...
Једни су слични старим девојачким повезама; други су с роговима или зрацима сунчевим, Аполоновим и славних витезова, какви се виде на старим новцима; неки са љиљанима сличним љиљанима француским; неки су од (металних) обручева, слични (крунама) европских краљева. А у Малој Русији неретко се виде за два прста широки обручеви, шарама украшени, или позлаћени, слични старим царским диадемама… А у грузијског народа употребљавају се на венчању венци нарочити. Имају у домовима (негде и у црквама) готове обручиће од прућа, оплетене свилом, на којима висе четири свилене кићанке. У време венчања, ове обручиће оплету лишћем неког зеленог дрвета, особито винове лозе.
У Грчкој цркви, по казивању Гоара... 
Употребљавали су се брачни венци од маслинових гранчица, у знак рађања деце подобно маслиновом насаду, према стиховима 127. псалма, који су се певали у време венчања. Венци су прављени и од другог зимзеленог растиња, нпр. од мирте, или од цвећа лимуна и поморанџе.

## Врсте брачних венаца
Од давнина до данас нема прецизних записа какав облик треба да имају брачни венци, па су кроз историју постојала углавном постоје  две врсте. Свакако да је настанак ових двеју врста условљен постојањем двеју врста симболизама који је током времена придаван чину венчања. 
Прва врста брачних венаца су цветни венаци, преузети од старих Грка и Римљана који су их употребљавали при награђивању победника.
Друга је врста брачних венаца у облику царских венаца-круна, венчина, обично су од од метала, у знак царске власти и господарења над земљом, домом и имањем.
И данас су у употреби и једна и друга врста, код Грка венци од уметног цвећа, код Руса венци-венчила од метала. Код нас и једни и други.
Према ставу Српске православне цркве...
Сем наглашавања једног или другог симболизма, а особито обичаја и навике, нема неких озбиљнијих разлога да се не би могли заменити метални венци-венчила оним од природног или уметног цвећа, ако се нађе да су практичнији, лакши и лепши. Ипак при томе треба поступити с благоразумијем и не дозволити да дође до непотребних несугласица како се уводи нешто ново и да до сада није тако било.